# Getaway Car
«Getaway Car» (En español: «Auto de Escape») es una canción de la cantante y compositora estadounidense Taylor Swift, grabada para su sexto álbum de estudio, Reputation (2017). Swift escribió y produjo la canción con Jack Antonoff. Fue enviado a las estaciones de radio de Australia y Nueva Zelanda como el último sencillo del álbum en esos países.

## Composición y lírica
Fue escrita y producida por Swift y Jack Antonoff . Tiene una duración de tres minutos y cincuenta y tres segundos; y tiene un tempo de 86 latidos por minuto. Swift lo interpreta en la clave de Do mayor en un rango vocal de G 3 a D 5. Poco después de la marca de dos minutos, hay un cambio de tonalidad a Re mayor. Musicalmente, la pista es un número de synth-pop, que recuerda las obras de su época de 1989.
Líricamente, la canción habla de intentar dejar una relación «condenada» a otra persona, utilizando metáforas de escape de la escena del crimen. Swift también menciona a la infame pareja criminal Bonnie y Clyde en la letra.
Muchos aficionados de Swift, respaldados por algunas referencias y pistas contenidas en la lírica, afirman que la canción está inspirada en la relación amorosa que la cantante sostuvo con el famoso actor británico Tom Hiddleston en el verano de 2016 después de su ruptura con Calvin Harris.

## Recepción crítica
La canción recibió elogios de la crítica. Zack Schonfeld de Newsweek calificó la canción como una «canción excelente y radiante» y afirmó que el gancho es «enorme, tanto en pegadizo como en energía». En 2019, Rob Sheffield de Rolling Stone clasificó a «Getaway Car» como la decimotercera mejor canción de Swift.

## Presentaciones en vivo
La canción tuvo su presentación debut en el State Farm Stadium en Glendale, Arizona, el 8 de mayo de 2018, como el comienzo del bis de tres canciones para el Reputation Stadium Tour de Swift.

## Posicionamiento en listas
| Listas (2018)                    | Mejor posición |
| -------------------------------- | -------------- |
| Australia Digital Tracks (ARIA)  | 33             |
| Nueva Zelanda Hot Singles (RMNZ) | 9              |

## Certificaciones
| País (organismo certificador) | Certificación | Unidades certificadas |
| ----------------------------- | ------------- | --------------------- |
| Australia (ARIA)              | Platino       | 70 000                |

## Historial de lanzamiento
| País          | Fecha                   | Formato                | Discográfica | Ref    |
| ------------- | ----------------------- | ---------------------- | ------------ | ------ |
| Nueva Zelanda | 7 de septiembre de 2018 | Contemporary hit radio | Big Machine  | [ 12 ] |
| Australia     | 7 de septiembre de 2018 | Contemporary hit radio | Big Machine  | [ 12 ] |